# Herbert Eimert
Herbert Eimert (ur. 8 kwietnia 1897 w Bad Kreuznach, zm. 15 grudnia 1972 w Kolonii) – niemiecki teoretyk muzyki, kompozytor, krytyk muzyczny i pedagog.

## Życiorys
W latach 1919–1923 studiował w konserwatorium w Kolonii teorię muzyki u Franza Bölschego, Hermanna Abendrotha i Augusta von Othegravena. Następnie w latach 1924–1930 podjął studia muzykologiczne na Uniwersytecie Kolońskim, pod kierunkiem Ernsta Bückena, Williego Kahla i Georga Kinsky’ego, uzyskując doktorat w 1931. Od 1927 współpracował z radiem kolońskim NWDR (późniejszym WDR), a od 1930 był krytykiem muzycznym w dzienniku „Kölner Stadt-Anzeiger”. Pisał także dla magazynów muzycznych „Melos” i „Neue Zeitschrift für Musik”. W latach 1935–1945 pracował jako redaktor „Kölnische Zeitung”. W 1945 powrócił do kolońskiego radia, gdzie pełnił funkcję dyrektora nocnych programów muzycznych (1948–1965).
W 1951 wraz z Wernerem Meyer-Epplerem i Robertem Beyerem założył Studio muzyki elektronicznej (WDR) i został jego dyrektorem, sprawując tę funkcję do 1962. Współpracował tam m.in. z Karlheinzem Stockhausenem, który od 1952 był jego asystentem, a po 1962 przejął zwierzchnictwo nad Studiem. Było to pierwsze tego rodzaju studio poświęcone muzyce  wykorzystującej dźwięki generowane elektronicznie. Powstało tam wiele najważniejszych utworów na taśmę z późnych lat 50., m.in. Gesang der Jünglinge i Kontakte Stockhausena czy Artikulation Ligetiego. Równocześnie w latach 1955–1962 Eimert i Stockhausen współredagowali czasopismo „Die Reihe” poświęcone nowej muzyce (dodekafonicznej, serialnej, elektronicznej). Te działania uczyniły z Kolonii ważny ośrodek powojennej awangardy europejskiej i stały się inspiracją dla młodych kompozytorów, takich jak Karel Goeyvaerts, Henri Pousseur, Mauricio Kagel, Franco Evangelisti, Gottfried Michael Koenig, Stockhausen, Ligeti i wielu innych.
Od 1951 do 1957 Eimert prowadził wykłady na Międzynarodowych Letnich Kursach Nowej Muzyki w Darmstadcie. W latach 1965–1971 wykładał w konserwatorium w Kolonii, gdzie kierował studiem muzyki elektronicznej.

## Twórczość
Znaczenie Eimerta leży głównie w jego badaniach nad nową muzyką. Obok Arnolda Schönberga, Jefima Gołyszewa i Josefa Matthiasa Hauera był jednym z czterech niezależnych odkrywców dodekafonii. W 1923, będąc jeszcze studentem, napisał traktat o atonalności Atonale Musiklehre, który uważa się za pierwszy systematyczny opis techniki dwunastotonowej, obejmujący aspekty teorii Hauera oraz techniki kompozytorskie i system notacji Gołyszewa. Nakreślił tam również estetyczne podstawy muzyki dodekafonicznej, które zastosował w swoim I Kwartecie smyczkowym skomponowanym rok później. Był orędownikiem integralnego serializmu i muzyki elektronicznej, opowiadając się za nową muzyką jako logicznym przedłużeniem serialnej praktyki Weberna, zwłaszcza w odniesieniu do jej aspektów punktualistycznych.
Zagadnienia dotyczące dodekafonii, serializmu, aleatoryzmu itp. były również tematem jego późniejszych prac teoretycznych – Lehrbuch der Zwölftontechnik (1950) i Grundlagen der musikalischen Reihentechnik (1963). Napisał też wiele znaczących artykułów na temat muzyki elektronicznej, a wraz z Hansem Ulrichem Humpertem jest współautorem Das Lexikon  der elektronischen Musik (1973).
W twórczości kompozytorskiej był zwolennikiem radykalnej polifonii, nie wychodząc jednak poza tradycyjne kanony formy i faktury. Jednak jego dorobek kompozytorski pozostawał niewielki do czasu założenia Studia muzyki elektronicznej w 1951. Stworzył tam jedne z pierwszych utworów, w których dźwięk jest syntetyzowany wyłącznie za pomocą środków elektronicznych, m.in. 4 Stücke (1952–1953), Glockenspiel (1953) i Etüde über Tongemische (1954). Wykorzystywał też mowę jako źródło dźwięku, w Epitaph für Aikichi Kuboyama (1962).

## Wybrane publikacje
(na podstawie materiałów źródłowych)
- Atonale Musiklehre, Lipsk, 1924
- Musikalische Formstrukturen im 17. und 18. Jahrhundert, dysertacja, Kolonia, 1931
- Lehrbuch der Zwölftontechnik, Wiesbaden, 1950
- Einführung in die elektronische Musik, podwójny longplay, Wergo, 1963
- Grundlagen der musikalischen Reihentechnik, Wiedeń, 1964
- Lexikon der elektronischen Musik, z Hansem Ulrichem Humpertem, Regensburg, 1973
- Der Sinus-Ton, w: Melos, nr 6 (1954), s. 168–172
- Die notwendige Korrektur, w: Die Reihe, nr 2 (1955) Anton Webern, s. 35–41
- Von der Entscheidungsfreiheit des Komponisten, w: Die Reihe, nr 3 (1957) Musikalische Handwerk, s. 5–12
- So begann die elektronische Musik, w: Melos, nr 39 (1972), s. 42–44

i inne liczne rozprawy i artykuły w czasopismach muzycznych, głównie „Die Reihe” i „Melos”.

## Wybrane kompozycje
(na podstawie materiałów źródłowych)
- I Kwartet smyczkowy (1924)
- Der weisse Schwan na saksofon, flet i inne instr. (1926)
- Kammerkonzert na 5 instr. (1926)
- Suite na orkiestrę kameralną (1929)
- Musik für Violine und Violoncello (1931)
- II Kwartet smyczkowy (1939)
- Wariacje na fortepian (1943)
- Trio smyczkowe (1944)
- Bläsermusik (1947)
- 4 Stücke na taśmę, razem z R. Beyerem (1952–1953)
- Glockenspiel (1953)
- Struktur 8 (1953)
- Etüde über Tongemische, (1954)
- 5 Stücke na taśmę (1956); nr 4 i 5 wyk. pol. Warszawska Jesień (1958)
- Zu Ehren von Igor Strawinsky (1957)
- Selektion I (1960)
- Epitaph für Aikichi Kuboyama na narratora i syntezowane elektron. dźwięki mowy (1962)
- 6 Studien na taśmę (1962)